# Etta Banda
Etta Elizabeth Banda (* 1949) ist eine Politikerin aus Malawi.

## Biografie
Nach dem Studium war sie zuletzt als Hochschullehrerin tätig. Im November 2000 wurde sie in Genf zur Vorsitzenden der Weltweiten Beratungsgruppe für Krankenpflege und Geburtshilfe (Global Advisory Group on Nursery and Midwifery) der Weltgesundheitsorganisation (WHO) gewählt.
Etta Banda wurde am 19. Mai 2009 zur Abgeordneten der Nationalversammlung gewählt, wo sie als Mitglied der Democratic Progressive Party (DPP) die Interessen des Wahlkreises Nkhatabay-South vertritt. Am 17. Juni 2009 berief Präsident Bingu wa Mutharika sie zur Ministerin für Auswärtige Angelegenheiten in sein Kabinett. Sie war damit eine von elf Ministerinnen in dem 43-köpfigen Kabinett Mutharikas und blieb bis 2011 im Amt.